# Ronei Paulo Travi
Ronei Paulo Travi, detto Picasso (Canela, 7 maggio 1939), è un ex calciatore brasiliano, di ruolo portiere.

## Carriera

### Club
Picasso iniziò la sua carriera nel Cruzeiro, formazione del suo Stato d'origine, il Rio Grande do Sul. Passò poi al Palmeiras, con cui ebbe modo di partecipare al Campionato Paulista, vincendo anche il titolo nel 1963. Lasciato il Palmeiras giocò per Juventus e Prudentina, entrambe formazioni che disputavano il torneo Paulista: fu poi prelevato dal San Paolo, che lo integrò nella rosa come riserva del titolare Sérgio Valentim. Nelle sue quattro stagioni al San Paolo giocò un totale di 161 incontri, di cui 37 nel Torneo Roberto Gomes Pedrosa (considerato il campionato nazionale brasiliano dell'epoca). Tuttavia, visto che non gli era garantito il posto da titolare, il San Paolo lo cedette in prestito al Bahia, con la cui maglia giocò il Torneo Roberto Gomes Pedrosa 1970: le sue prestazioni gli valsero la Bola de Prata come miglior portiere della competizione. Dopo un breve ritorno al San Paolo, giocò altre due annate al Bahia e una all'Atlético Paranaense prima di tornare nel campionato nazionale di massima serie, venendo messo sotto contratto dal Grêmio. Al suo primo torneo con i nuovi colori disputò 8 incontri, subendo 3 reti; al secondo fu titolare, e scese in campo in 37 occasioni, subendo 19 gol. Nel 1974 stabilì il proprio primato d'imbattibilità, riuscendo a evitare il gol per 601 minuti; nelle 24 partite giocate subì 17 reti. Alla sua ultima stagione con il Grêmio disputò 30 gare, registrando 27 gol al passivo. Fu poi ceduto al Santa Cruz, con cui fece altre tre presenze nel campionato nazionale 1976 prima di ritirarsi.

### Nazionale
Debuttò nella Nazionale maggiore il 7 settembre 1965 contro l'Uruguay, subentrando all'infortunato Valdir. Tornò poi nel giro della Seleção nel 1968, giocando contro Paraguay (25 luglio), Germania Ovest (14 dicembre) e Jugoslavia (17 dicembre), subendo in tutto 5 gol. Fu anche impiegato durante l'incontro del 6 novembre 1968 con la Selezione FIFA, ma questa partita, pur essendo considerata ufficiale dalla Federazione brasiliana, non è invece conteggiata dalla FIFA.

## Palmarès

### Club

#### Competizioni nazionali
- Campionato paulista: 1

Palmeiras: 1963
San Paolo: 1970, 1971
- Torneo Rio-San Paolo: 1

Palmeiras: 1965
- Campionato Baiano: 1

Bahia: 1970
- Campionato Paranaense: 1

Atlético Paranaenese: 1972
- Campionato Pernambucano: 1

Santa Cruz: 1976

### Individuale
- Bola de Prata: 1

1970